# Альпиньяно
Альпиньяно (итал. Alpignano, пьем. Alpignan) — коммуна в Италии, расположена в регионе Пьемонт, подчинена административному центру Турин (провинция).
Население составляет 17 036 человек (на 2004 г.), плотность населения составляет 1439 чел./км². Занимает площадь 11,95 км². Почтовый индекс — 10091. Телефонный код — 00011.
Покровителем города почитается святой апостол Иаков Старший, празднование 25 июля.

## Города-побратимы
- Риверсайд, США
- Фонтен, Франция